# Aldudes
Aldudes è un comune francese di 378 abitanti situato nel dipartimento dei Pirenei Atlantici nella regione della Nuova Aquitania.

## Società

### Evoluzione demografica
Abitanti censiti

## Storia
La pressione demografica e lo sviluppo economico sono all'origine, nel XVI secolo, della fondazione del villaggio da parte dei cadetti delle famiglie di Baïgorry, che, per l'ancestrale regola di successione basca, che riservava l'eredità del casato famigliare basco al figlio primogenito, erano esclusi dalla proprietà famigliare. La parrocchia fu istituita nel 1793.